# Округ Оканоган (Вашингтон)
Округ Оканоган (енгл. Okanogan County) је округ у америчкој савезној држави Вашингтон.

## Демографија
По попису из 2010. године број становника је 41.120, што је 1.556 (3,9%) становника више него 2000. године.
| Група             | 2000.          | 2010.          |
| Белци             | 28.362 (71,7%) | 28.092 (68,3%) |
| Афроамериканци    | 109 (0,3%)     | 159 (0,4%)     |
| Азијати           | 176 (0,4%)     | 237 (0,6%)     |
| Хиспаноамериканци | 5.688 (14,4%)  | 7.227 (17,6%)  |
| Укупно            | 39.564         | 41.120         |